# 아이즈 온 미: 더 무비
《아이즈 온 미: 더 무비》(영어: EYES ON ME: THE MOVIE)는 2020년 공개된 대한민국의 콘서트 영화이다. 걸 그룹 아이즈원의 2019년 6월 8일부터 9일까지 잠실실내체육관에 행해진 콘서트 EYES ON ME의 공연 실황과 그에 관한 비하인드, 제작 과정 등을 담고 있다. 본래 2019년 11월 15일 공개 예정이였으나, 엠넷의 서바이벌 프로그램 투표 조작 사건으로 연기되었으며, 2020년 6월 20일에 공개되었다.

## 출연
- 권은비
- 미야와키 사쿠라
- 강혜원
- 최예나
- 이채연
- 김채원
- 김민주
- 야부키 나코
- 혼다 히토미
- 조유리
- 안유진
- 장원영